# Lijst van rijksmonumenten in Lith
De plaats Lith telt 14 inschrijvingen in het rijksmonumentenregister. Hieronder een overzicht.
| Object                                                                                   | Oorspronkelijke functie?  | Bouwjaar         | Architect       | Locatie               | Coördinaten?                  | Nr.?   | Afbeelding        |
| ---------------------------------------------------------------------------------------- | ------------------------- | ---------------- | --------------- | --------------------- | ----------------------------- | ------ | ----------------- |
| R.K. Kerk H. Lambertus                                                                   | Kerk en kerkonderdeel     | 1899-1900        | Caspar Franssen | Antoon Coolenplein 3  | 51° 48' 24" NB, 5° 26' 21" OL | 516542 | Meer afbeeldingen |
| Kerkhof H. Lambertus                                                                     | Kerk en kerkonderdeel     |                  |                 | Antoon Coolenplein 5  | 51° 48' 23" NB, 5° 26' 17" OL | 516543 | Meer afbeeldingen |
| Krukboerderij                                                                            | Boerderij                 | ca. 1870         |                 | Engwijkpad 8          | 51° 48' 14" NB, 5° 26' 13" OL | 516558 | Meer afbeeldingen |
| Karschop                                                                                 | Opslag                    | ca. 1870         |                 | Engwijkpad 8          | 51° 48' 14" NB, 5° 26' 13" OL | 516559 | Meer afbeeldingen |
| Krukboerderij in Ambachtelijk-Traditionele stijl                                         | Boerderij                 | ca. 1890         |                 | Engwijkpad bij 14     | 51° 48' 15" NB, 5° 26' 10" OL | 516555 | Meer afbeeldingen |
| Bakhuis                                                                                  | Boerderij                 | ca. 1890         |                 | Engwijkpad bij 14     | 51° 48' 15" NB, 5° 26' 10" OL | 516556 | Meer afbeeldingen |
| Stal                                                                                     | Boerderij                 | ca. 1890         |                 | Engwijkpad bij 14     | 51° 48' 15" NB, 5° 26' 10" OL | 519544 | Meer afbeeldingen |
| Woonhuis in eclectische stijl                                                            | Woonhuis                  | 1885             |                 | Langwijkstraat bij 15 | 51° 48' 10" NB, 5° 27' 48" OL | 516561 | Meer afbeeldingen |
| Schuur                                                                                   | Boerderij                 | 1885             |                 | Langwijkstraat bij 15 | 51° 48' 10" NB, 5° 27' 48" OL | 516562 | Meer afbeeldingen |
| Het Huis                                                                                 | Woonhuis                  | 1845             |                 | Lithsedijk 6          | 51° 48' 26" NB, 5° 26' 43" OL | 25911  | Meer afbeeldingen |
| Huis onder zadeldak en met in- en uitgezwenkte topgevel; portretmedaillon in de geveltop | Woonhuis                  | 1686 (jaaranker) |                 | Lithsedijk 50         | 51° 48' 30" NB, 5° 26' 12" OL | 25912  | Meer afbeeldingen |
| Zeldenrust                                                                               | Industrie- en poldermolen | 1800             |                 | Molenstraat 44        | 51° 48' 22" NB, 5° 26' 53" OL | 25913  | Meer afbeeldingen |
| Schutsluis; Prinses Máxima Sluizen                                                       | Waterkering en -doorlaat  | 1936-1937        |                 | Sluismeester 1        | 51° 48' 27" NB, 5° 27' 21" OL | 516545 | Meer afbeeldingen |
| Stuw, gebouwd in functionalistische stijl                                                | Waterkering en -doorlaat  | 1934-1936        |                 | Sluismeester 1        | 51° 48' 27" NB, 5° 27' 21" OL | 516546 | Meer afbeeldingen |